# René Maison
René Maison (Frameries, Bélgica, 24 de noviembre de 1895 - Mont-Dore, Francia, 11 de julio de 1962) fue un tenor de ópera belga, asociado con papeles heroicos de los repertorios francés, italiano y alemán.

## Carrera
Estudió en Bruselas y París. Hizo su debut en Ginebra en 1920, como Rodolfo en La bohème. También apareció en Niza y Monte Carlo, antes de hacer su debut en 1927, en la Opéra-Comique de París, como el Príncipe Dimitri en la Risurrezione de Franco Alfano, frente a la soprano Mary Garden. Sus otros papeles allí incluyeron a Don José, Mylio, Werther, Canonio, Cavaradossi y Jean Gaussin en Safo (Massenet).
Hizo su debut en la Ópera de París en el Palais Garnier en 1929, en Monna Vanna de Henry Février. Cantó allí regularmente hasta 1940, como Fausto, Lohengrin, Radames, Siegmund y Sansón. En 1934, creó allí el papel de Eumolphe en Perséphone de Stravinsky.
Maison también disfrutó de una exitosa carrera internacional, apareciendo en la Ópera Cívica de Chicago (1928-1940), el Teatro Colón en Buenos Aires (1934-1937), la Royal Opera House, Covent Garden, en Londres (1931-1936), y la Metropolitan Opera en Nueva York. Su debut en el Met se produjo el 3 de febrero de 1936, como Stolzing en Die Meistersinger von Nürnberg. En ocho temporadas con el Met cantó Don José, Lohengrin, Samson, Julien, Florestan, Hoffmann, des Grieux y Herodes, entre otros papeles.
En 1943, comenzó a enseñar en la Escuela Juilliard de Nueva York, y desde 1957 hasta su muerte, en la Escuela Chalof de Boston. Entre sus alumnos estaba el barítono convertido en tenor dramático Ramón Vinay.
Maison murió en Le Mont-Dore, Francia, a los 66 años. Fue uno de los tres grandes tenores belgas del periodo entreguerras, los otros fueron el tenor lírico-dramático Fernand Ansseau (1890-1972) y el tenor lírico Andre d'Arkor (1901-1971).